# De Garre (Heist)

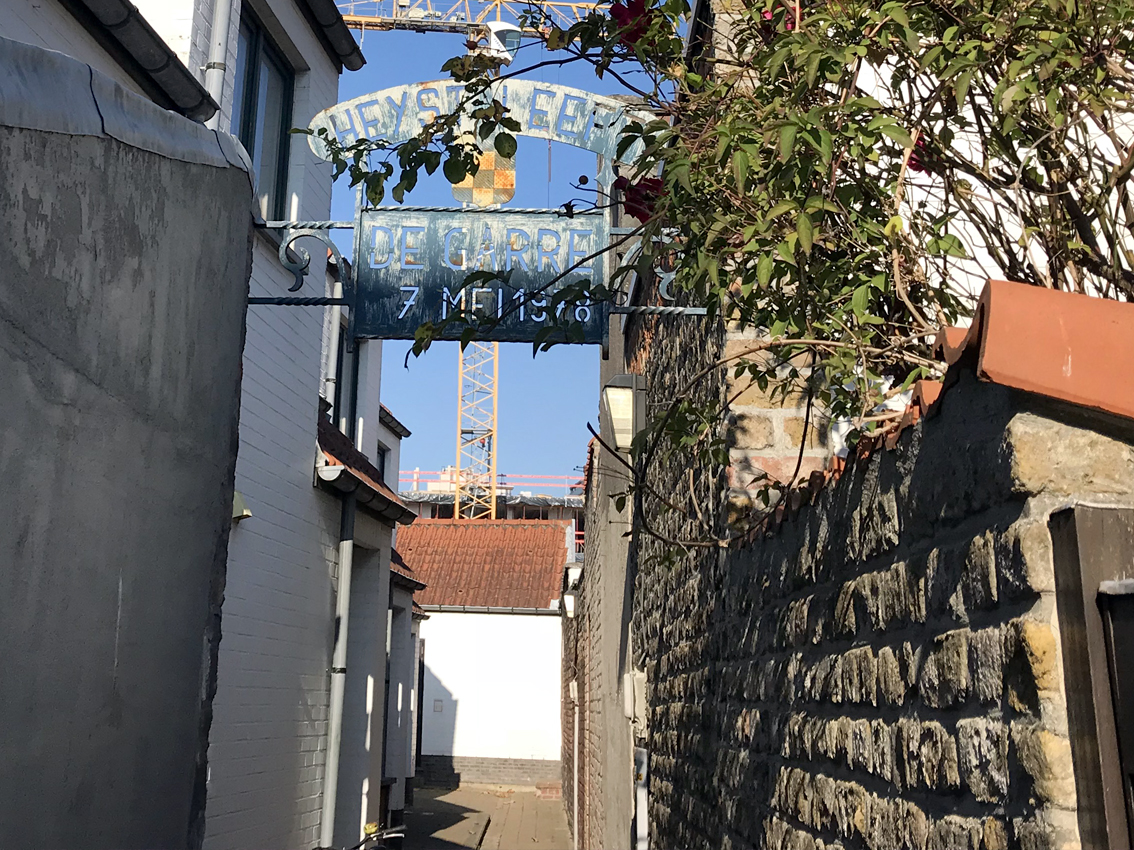
De Garre in Heist-aan-zee met het gedenkteken uit 1978 van de heemkundige kring Heyst Leeft.

De Garre is een kleine, oude dorpsstraat in Heist-aan-zee.
Toen de oude kerk van Heist werd afgebroken in 1884 werden met de moefen (handgemaakte bakstenen) van de afgebroken kerk een reeks vissershuisjes gebouwd in de wijk rond de Noordstraat. Die straten stonden tot de jaren 1960 gekend als "de Moeffe" en "de Garre". De steegjes, zijstraten van de Pannenstraat, werden het centrum van de terug ontluikende visserij in het toenmalige Heyst. De buurt werd ook het nieuwe Oostdorp genoemd.
Beide straten bestaan nog, maar de laatste huisjes zijn in 1966 afgebroken.